# Alina Ilie
Alina Ilie (n. 13 mai 1996, în Râmnicu Vâlcea) este o handbalistă din România care joacă pentru echipa CS Rapid București pe postul de intermediar dreapta.

## Biografie
Alina Ilie a început să joace handbal la vârsta de 10 ani, la HC Oltenia, sub îndrumarea profesoarei Maria Ciulei. Părinții sportivei au făcut sacrificii pentru ca ea să continue să practice handbalul, iar după trei ani, Ilie a fost selectată în echipa națională de junioare IV. În perioada junioratului ea a jucat pentru echipele Colegiului Tehnic Energetic Râmnicu Vâlcea sau Liceului cu Program Sportiv Iași, fiind ulterior selectată de Centrul Național de Excelență Râmnicu Vâlcea (CNE). În 2015, Ilie a fost împrumutată de CNE pentru un sezon la CSM Unirea Slobozia. Handbalista fusese anterior licitată de clubul HCM Baia Mare, dar acesta a renunțat să o mai achiziționeze. Alina Ilie a evoluat la HCM Slobozia până în 2018 când s-a transferat la SCM Gloria Buzău. În 2023, s-a transferat la CS Dacia Mioveni 2012 iar în ianuarie 2024 a semnat cu CS Rapid București.
În 2012, Alina Ilie a fost selectată la echipa națională a României pentru categoria de vârstă U17. În 2014, handbalista a fost componentă a echipei de junioare a României care a câștigat medalia de aur la Campionatul Mondial din Macedonia. În 2016, Ilie a făcut parte din echipa de tineret a României care a câștigat medalia de bronz la Campionatul Mondial din Rusia.

## Palmares
- Campionatul Mondial pentru Junioare:
  -  Medalie de aur: 2014

- Campionatul Mondial pentru Tineret:
  -  Medalie de bronz: 2016

- Liga Campionilor:
  - Grupe: 2024

- Liga Europeană:
  - Turul 3: 2021, 2022, 2023

- Liga Națională:
  -  Medalie de argint: 2024

- Cupa României:
  -  Câștigătoare: 2021
  -  Medalie de bronz: 2020

- Supercupa României:
  -  Câștigătoare: 2021